# Сульфогруппа

Сульфогруппа

Сульфогру́ппа (обозначение — SO3H) — функциональная группа органических соединений, являющаяся сильным электроноакцептором.
Удаление сульфогруппы из молекулы органического соединения называется десульфированием. Осуществляется заменой группы SO3H на атом Н или другую группу. 
Замещение в органических соединениях водорода у атома углерода на сульфогруппу SO3H при действии серной кислоты или олеума называется сульфированием. Сульфированию подвергаются главным образом ароматические соединения. 
При плавлении бензолсульфокислот со щелочами сульфогруппы замещаются на гидроксил; при нагревании с цианидом калия до 80—100 °С получают нитрилы. Сульфогруппа в бензолсульфокислотах пассивирует ароматическое кольцо и является мета-ориентантом.